# Viejos fracasos
Viejos fracasos (Lo peor de su repertorio 1970-1973) es un espectáculo teatral de humor musical, del conjunto de instrumentos informales Les Luthiers que fue representado desde 1976 hasta 1977s siendo la primera antología del grupo. Se estrenó el jueves 22 de julio de 1976 en el Teatro Odeón (Buenos Aires, Argentina) y su última representación fue el domingo 15 de mayo de 1977 en el Teatro Coliseo (Buenos Aires, Argentina).

## Créditos y elenco

### Integrantes
- Ernesto Acher.
- Carlos López Puccio.
- Jorge Maronna.
- Marcos Mundstock.
- Carlos Núñez Cortés.
- Daniel Rabinovich.

### Asistente en escena
- José Luis Barberis.

### Sonido
- Carlos Piriz.

### Taller de instrumentos
- Carlos Iraldi

### Productor asociado
- Chiche Aisenberg.

### Textos, música, arreglos y dirección
- Les Luthiers.

## Programa del Espectáculo
- Miss Lilly Higgins Sings Shimmy in Mississippi's Spring (shimmy, 1974)
- Muerte y Despedida del Dios Brotan (aria aria, 1973)
- Serenata Mariachi (serenata mariachi, 1973)
- Epopeya de Edipo de Tebas (cantar bastante de gesta, 1976)
- Les Nuits de Paris (chanson francesa, 1973)
- Recitado Gauchesco (aires de manguera, 1973)
- Si No Fuera Santiagueño (chacarera de Santiago, 1972)
- Concierto de Mpkstroff (concierto para piano y orquesta, 1972)

- Bises (Alternativos):

- Oi Gadóñaya (canción de los barqueros del Vólgota, 1969)
- La Yegua Mía (triunfo/empate, 1974)
- Calypso de las Píldoras (calypso, 1969)

## Grabación
Este espectáculo es tal vez el primer show grabado. Fue grabado en el Teatro Municipal de Santiago de Chile entre el 29 y 30 de abril de 1977 por la Televisión Nacional de Chile (Canal 7). Permanecería en el olvido hasta que fue rescatado por Les Luthiers, fue arreglado (tanto el sonido como la imagen) y hoy en día es el DVD número 10 a la venta del grupo. 

### Información del DVD
El DVD tiene un acceso directo a escenas y subtítulos en español. La imagen es en blanco y negro y tiene una duración de 83 minutos.

## Contenido del DVD
1. Miss Lilly Higgins Sings Shimmy in Mississippi's Spring (shimmy).
2. Muerte y Despedida del Dios Brotan (aria aria).
3. Serenata Mariachi (serenata mariachi).
4. Epopeya de Edipo de Tebas (cantar bastante de gesta).
5. Les Nuits de París (chanson francesa).
6. Si No Fuera Santiagueño (chacarera de Santiago).
7. Recitado Gauchesco (aires de manguera).
8. Concierto de Mpkstroff (concierto para piano y orquesta).
9. Oi Gadóñaya (canción de los barqueros del Vólgota).
10. Teorema de Thales (divertimento matemático) (Fragmento del Final)

## Curiosidades
- Este espectáculo tuvo una versión en portugués, cuando Les Luthiers hicieron una gira por Brasil, en Sao Paulo, Curitiba y Porto Alegre.
- En la versión portuguesa de Viejos Fracasos se pueden encontrar obras como Teorema de Thales (1967) y el Bolero de Mastropiero (1971), ambos no incluidos en el programa de Viejos Fracasos original. Además, dichas obras tuvieron cambios en esta versión. A saber, en el Teorema de Thales la introducción que se hace es la que se usaba en la obra El Lago Encantado (1974), que tiene la misma idea que la de El Acto en Banania (1987), luego utilizada también en la versión del espectáculo Les Luthiers, Grandes Hitos (1992) de Lazy Daisy; y lo mismo pasa en el Bolero de Mastropiero.

## Programa en portugués
- Muerte y Despedida del Dios Brotan (aria aria, 1973)
- Teorema de Thales (divertimento matemático, 1967)
- Vientos Gitanos (aires gitanos, 1975)
- Miss Lilly Higgins Sings Shimmy in Mississippi's Spring (shimmy, 1974)
- Sol La Si La Sol La Do Do Si (lied, 1974)
- Bolero de Mastropiero (boleró, 1971)
- Concierto de Mpkstroff (concierto para piano y orquesta, 1972)

- Datos: Q6161818